# Droits des sourds
Les droits des sourds sont des droits, théoriques ou réels, dont la défense est un objectif afin de parvenir à une société plus égalitaire. Dans les faits, ils peuvent être réduits par les lois ou  coutumes de chaque pays ou société particulière.

## Droits et leur histoire

### Le mariage
Avant XIIe siècle, le mariage pour les sourds, ou l'union d'une personne sourde avec une personne entendante, était impossible car les futurs époux se devaient d'exprimer clairement leur consentement, ce qui à l'époque revenait à devoir dire « oui » devant les témoins et le prêtre. Or, à l'époque, des sourds ne sont pas capables de répondre « oui » oralement. Mais il n'existe pas de loi qui interdise le mariage des couples sourds. Le pape Innocent III crée une décrétale du mariage pour la première fois lors du IVe concile du Latran, dans laquelle il autorise le mariage d'un sourd-muet, même ignare à condition qu'il exprime sa volonté d'une façon claire et intelligible, avec exigence du consentement libre et public des époux, échangé de vive voix dans un lieu ouvert (contre les rapts). » Entre le XIIe siècle et les années 1840, seul le mariage entre un entendant et un sourd était possible. Ce n'est qu'à partir de 1848 qu'un couple sourd put se marier.

### Permis de conduire

Droit de permis de conduire pour les sourds au niveau mondial

Le 31 décembre 1922, le permis de conduire est devenu obligatoire dans toute la France, mais les handicapés et les sourds n'y avaient pas accès. Ces derniers se déplaçaient alors à cheval, à vélo, à pied… jusqu'à ce que le ministre Robert Buron signe, le 3 août 1959, l'arrêté ministériel autorisant les sourds à passer des examens de conduire, et à obtenir leur permis. Malgré cette nouvelle loi, la visite médicale fut souvent difficile pour les sourds : certains médecins refusant de les accréditer.

### Succession
En France, instauré par la loi du 3 mai 1803 et non modifié depuis, l'article 936 du code civil prévoit que les sourds-muets qui ne savent pas écrire doivent être mis sous le régime de curatelle pour pouvoir accepter une succession. La langue des signes n'est donc pas reconnue par ce texte.

### Droit de servir comme militaire
En majorité, on refuse les sourds de servir leur patrie sauf quelques pays:
- Keith Nolan, un soldat sourd dans l'armée américaine[7].
- En Israël, l'armée israélienne compte plus de centaines sourds soldats[8].

## Autres droits
Les autres droits des sourds ne sont pas encore analysés ici:
- le droit de vote ;
- le droit à l'égalité devant la loi
- le droit d'exercer une fonction publique ;
- le droit de travailler ;
- le droit à un salaire égal (à compétence égale) à celui des personnes entendantes ;
- le droit à la propriété ;
- les droits parentaux ;
- les droits religieux ;
- le droit de passer un contrat;
- le droit à la citoyenneté ;
- le droit à l'éducation ;